# 2-es metró (Brüsszel)

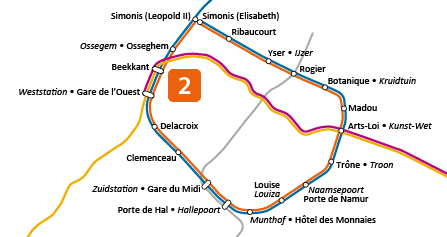
Brüsszel metróhálózata

A brüsszeli 2-es metró egy körjárat. A vonal nagy része a Brüsszel történelmi városrészét körülvevő körút, a Petite ceinture alatt halad. A kiindulási állomása és a végállomása a Simonis állomás, viszont nem ér össze a két vége, így két külön állomás található ott: Simonis  és Elisabeth. 

## Története

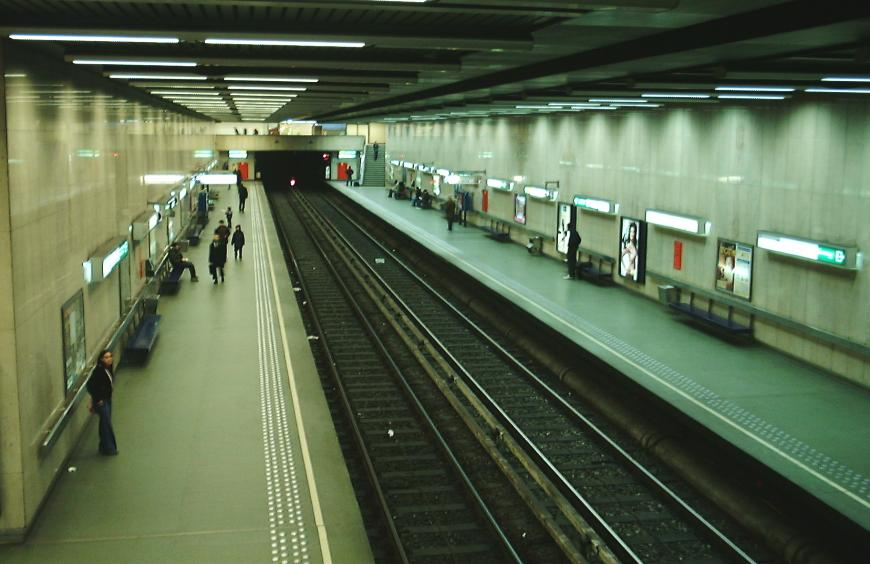
A Trône állomás

A petite ceinture alatti prémétro vonal 1970-ben lett megnyitva a Madou és a Porte de Namur állomások között. 1974-ben meg lett hosszabbítva a Rogier állomás felé. 1985-ben a Porte de Namur felőli végét meghosszabbították a Place Louise-ig, ez volt az első neve az állomásnak. 1987-ben Koekelbergben a Place Simonison megépítettek egy állomást és egy kis alagutat. Ez a mostani végállomás. 1988. október 2-án indult meg dél felé a Gare du Midi érintésével a közlekedése immár 2-es számozással. 1993. június 18-án ért el a Clemenceau állomásig, 2006. szeptember 4-én pedig a Delacroix-ig.

## Állomások
|  |   |  | Állomások                   | Városrészek                      | Átszállások                                                      |
|  | - |  | --------------------------- | -------------------------------- | ---------------------------------------------------------------- |
|  | o |  | Simonis                     | Brüsszel (Koekelberg)            | 6, 13, 14, 15, 19, 20, 87, N16, De Lijn, SNCB                    |
|  | o |  | Osseghem/Ossegem            | Brüsszel (Molenbeek)             | N16, De Lijn                                                     |
|  | o |  | Beekkant                    | Brüsszel (Molenbeek)             | 1, 5, 84, De Lijn                                                |
|  | o |  | Gare de l'Ouest/Weststation | Brüsszel (Molenbeek)             | 1, 5, 82, 83, 86, De Lijn, SNCB                                  |
|  | o |  | Delacroix                   | Brüsszel (Anderlecht)            | 89                                                               |
|  | o |  | Clemenceau                  | Brüsszel (Anderlecht)            | 46                                                               |
|  | o |  | Gare du Midi/Zuidstation    | Brüsszel (Saint-Gilles)          | 3, 4, 27, 31, 32, 49, 50, 51, 78, 81, 82, 83, De Lijn, TEC, SNCB |
|  | o |  | Porte de Hal/Hallepoort     | Brüsszel (Saint-Gilles)          | 3, 4, 27, 48, 51, N12, De Lijn, TEC                              |
|  | o |  | Hôtel des Monnaies/Munthof  | Brüsszel (Saint-Gilles)          | De Lijn, TEC                                                     |
|  | o |  | Louise                      | Brüsszel (Saint-Gilles)          | 92, 94, 97, N08, N09, N10, N11                                   |
|  | o |  | Porte de Namur/Naamsepoort  | Brüsszel (Ixelles)               | 34, 54, 64, 71, 80, N06, N08, N11                                |
|  | o |  | Trône/Troon                 | Brüsszel                         | 21, 27, 34, 38, 54, 64, 80, 95                                   |
|  | o |  | Arts-Loi/Kunst-Wet          | Brüsszel                         | 1, 5, 22                                                         |
|  | o |  | Madou                       | Brüsszel (Saint-Josse-ten-Noode) | 29, 63, 65, 66, N05, De Lijn                                     |
|  | o |  | Botanique/Kruidtuin         | Brüsszel (Saint-Josse-ten-Noode) | 61, 92, 94, N04, De Lijn                                         |
|  | o |  | Rogier                      | Brüsszel                         | 3, 4, 25, 31, 32, 33, 55, 58, 61, N18, De Lijn                   |
|  | o |  | Yser/IJzer                  | Brüsszel                         | 47, 51, 58, 88, N18, De Lijn                                     |
|  | o |  | Ribaucourt                  | Brüsszel (Molenbeek)             | 51, 89, De Lijn                                                  |
|  | o |  | Elisabeth                   | Brüsszel (Koekelberg)            | 6, 13, 14, 15, 19, 20, 87, N16, De Lijn, SNCB                    |

## Fordítás
- Ez a szócikk részben vagy egészben  a   Ligne 2 du métro de Bruxelles című francia Wikipédia-szócikk ezen változatának fordításán alapul.  Az eredeti cikk szerkesztőit annak laptörténete sorolja fel. Ez a jelzés csupán a megfogalmazás eredetét és a szerzői jogokat jelzi, nem szolgál a cikkben szereplő információk forrásmegjelöléseként.